# NGC 2412
NGC 2412 is een ster in het sterrenbeeld Kleine Hond. Het hemelobject werd in 1886 ontdekt door de Duits-Britse astronoom Jacob Gerhard Lohse (1851-1941).